# Borovany (Písek)
Borovany é uma comuna checa localizada na região da Boêmia do Sul, distrito de Písek.